# It Doesn't Matter
It Doesn't Matter es el primer álbum de la banda The Underdog Project, lanzado en Estados Unidos el 24 de julio de 2001 por Radikal Records. El álbum combina una variedad de estilos musicales como R&B y Reggae, así como también baladas y pistas accapellas. El álbum recibió mucha atención en Alemania, después se realizó el lanzamiento en los Estados Unidos. It Doesn't Matter lanzó un total de tres sencillos: "Tonight", "Summer Jam" y "I Can't Handle It"

## Recepción
It Doesn't Matter debutó en el número dos en la cartelera de Alemania. Se mantuvo por varias semanas pero nunca alcanzó la posición número uno. El álbum tuvo más éxito en Alemania y Australia. Summer Jam fue uno de los sencillos más exitosos del disco. La canción llegó a la posición número tres en el top 100 sencillos de Alemania durante todo el verano del año 2000. Luego, el segundo sencillo, Tonight, no fue considerado un éxito, sin embargo logró estar por algunas semanas en el top 100. El 28 de mayo de 2001, I Can't Handle It, el tercer y último sencillo fue lanzado, ubicándose en las primeras posiciones de las carteleras en Alemania.
Debido al éxito de los tres sencillos, en los años 2003 y 2004 se creó una versión remix del álbum incluyendo dos canciones nuevas: "Saturday" y "Winter Jam".

## Lista de canciones
| It Doesn't Matter |                           |          |  |
| N.º               | Título                    | Duración |  |
| 1.                | «Summer Jam»              | 3:29     |  |
| 2.                | «Vibin»                   | 3:38     |  |
| 3.                | «Saturday»                | 5:00     |  |
| 4.                | «I Can't Handle It»       | 4:24     |  |
| 5.                | «4 AM»                    | 5:24     |  |
| 6.                | «Half a Woman»            | 3:59     |  |
| 7.                | «Trippin'»                | 4:37     |  |
| 8.                | «For The Ladies»          | 3:43     |  |
| 9.                | «Tonight»                 | 3:11     |  |
| 10.               | «No More»                 | 2:59     |  |
| 11.               | «Selecta»                 | 3:58     |  |
| 12.               | «All Night»               | 3:36     |  |
| 13.               | «Summer Jam» (unplugged)  | 3:58     |  |
| 14.               | «Summer Jam» (dance edit) | 3:35     |  |

## Posiciones
| Cartelera (2000)              | Posición más alta |
| ----------------------------- | ----------------- |
| Top 100 Sencillos (Alemania)  | 2                 |
| Top 100 Sencillos (Australia) | 3                 |

- Datos: Q6091704